# Europamästerskapen i friidrott 2024 – Damernas tresteg
Damernas tresteg vid europamästerskapen i friidrott 2024 avgjordes mellan den 7 och 9 juni 2024 på Olympiastadion i Rom i Italien.
Guldet togs av spanska Ana Peleteiro-Compaoré efter ett hopp på 14,85 meter, vilket blev ett tangerat europaårsbästa. Silvret togs av turkiska Tuğba Danışmaz och bronset togs av franska Ilionis Guillaume.

## Rekord
| Rekord inför EM 2024 | Rekord inför EM 2024      | Rekord inför EM 2024 | Rekord inför EM 2024    | Rekord inför EM 2024 |
| -------------------- | ------------------------- | -------------------- | ----------------------- | -------------------- |
| Världsrekord         | Yulimar Rojas (VEN)       | 15,74 m              | Tokyo, Japan            | 1 augusti 2021       |
| Europarekord         | Inessa Kravets (UKR)      | 15,50 m              | Göteborg, Sverige       | 10 augusti 1995      |
| Mästerskapsrekord    | Tatiana Lebedeva (RUS)    | 15,15 m              | Göteborg, Sverige       | 9 augusti 2006       |
| Världsårsbästa       | Thea LaFond (DMA)         | 15,01 m              | Glasgow, Storbritannien | 3 mars 2024          |
| Europaårsbästa       | Vijaleta Skvartsova (BLR) | 14,85 m              | Sotji, Ryssland         | 22 maj 2024          |

## Program
Alla tider är lokal tid (UTC+1)
| Datum       | Tid   | Omgång |
| ----------- | ----- | ------ |
| 7 juni 2024 | 11:10 | Kval   |
| 9 juni 2024 | 21:21 | Final  |

## Resultat

### Kval
Kvalregler: Hopp på minst 14,10 meter 0Q0 eller de 12 friidrottare med längst hopp 0q0 gick vidare till finalen.
| Placering | Grupp | Namn                   | Nationalitet | #1    | #2    | #3    | Distans | Noteringar |
| --------- | ----- | ---------------------- | ------------ | ----- | ----- | ----- | ------- | ---------- |
| 1         | A     | Aleksandra Nacheva     | Bulgarien    | 13,86 | 14,29 |       | 14,29   | 0Q0, 0PB0  |
| 2         | A     | Tuğba Danışmaz         | Turkiet      | 14,27 |       |       | 14,27   | 0Q0        |
| 3         | A     | Ana Peleteiro-Compaoré | Spanien      | 14,21 |       |       | 14,21   | 0Q0        |
| 4         | B     | Florentina Iusco       | Rumänien     | x     | 14,11 |       | 14,11   | 0Q0        |
| 5         | B     | Dariya Derkach         | Italien      | 14,10 |       |       | 14,10   | 0Q0, 0SB0  |
| 6         | A     | Diana Ana Maria Ion    | Rumänien     | 14,09 | 11,83 | 13,99 | 14,09   | 0q0, 0SB0  |
| 7         | B     | Anna Krasutska         | Ukraina      | 13,72 | 14,00 | 13,58 | 14,00   | 0q0        |
| 8         | A     | Ilionis Guillaume      | Frankrike    | 14,00 | 13,08 | 13,64 | 14,00   | 0q0        |
| 9         | B     | Olha Korsun            | Ukraina      | 13,83 | 13,99 | 13,90 | 13,99   | 0q0        |
| 10        | B     | Neja Filipič           | Slovenien    | 11,51 | 13,35 | 13,98 | 13,98   | 0q0        |
| 11        | B     | Kristin Gierisch       | Tyskland     | 13,62 | x     | 13,91 | 13,91   | 0q0, 0SB0  |
| 12        | B     | Gabriela Petrova       | Bulgarien    | 13,86 | 13,39 | 13,77 | 13,86   | 0q0        |
| 13        | A     | Oxana Koreneva         | Grekland     | x     | 13,86 | 13,73 | 13,86   | 0=SB0      |
| 14        | A     | Kristiina Mäkelä       | Finland      | 13,67 | 13,76 | 13,74 | 13,76   |            |
| 15        | B     | Maja Åskag             | Sverige      | 13,69 | 13,74 | x     | 13,74   |            |
| 16        | A     | Aina Grikšaitė         | Litauen      | 13,71 | x     | 13,11 | 13,71   |            |
| 17        | A     | Dovilė Kilty           | Litauen      | 13,54 | 13,69 | 13,32 | 13,69   |            |
| 18        | B     | Maria Purtsa           | Grekland     | 13,58 | 13,51 | 13,69 | 13,69   | 0SB0       |
| 19        | B     | Diana Zagainova        | Litauen      | x     | x     | 13,64 | 13.64   |            |
| 20        | B     | Elena Andreea Taloş    | Rumänien     | 13,54 | 13,59 | 13,54 | 13,59   |            |
| 21        | A     | Senni Salminen         | Finland      | 13,54 | x     | 13,10 | 13,54   |            |
| 22        | B     | Gizem Akgöz            | Turkiet      | x     | x     | 13,47 | 13,47   |            |
| 23        | B     | Adrianna Laskowska     | Polen        | x     | 13,14 | 13,26 | 13,26   |            |
| 24        | B     | Jessica Kähärä         | Finland      | 13,09 | 13,13 | 13,21 | 13,21   |            |
| 25        | A     | Yekaterina Sariyeva    | Azerbajdzjan | x     | 12,93 | x     | 12.93   |            |
| 26        | A     | Mariya Siney           | Ukraina      | x     | r     |       | NM      |            |
| 26        | A     | Hanna Minenko          | Israel       | x     | x     | r     | NM      |            |
| 28        | A     | Eva Pepelnak           | Slovenien    |       |       |       |         | 0DNS0      |

### Final
| Placering | Namn                   | Nationalitet | #1    | #2    | #3    | #4    | #5    | #6    | Distans | Noteringar |
| --------- | ---------------------- | ------------ | ----- | ----- | ----- | ----- | ----- | ----- | ------- | ---------- |
| 1         | Ana Peleteiro-Compaoré | Spanien      | 14,37 | 14,46 | 14,52 | 14,85 | x     | 14,47 | 14,85   | 0=EB0      |
| 2         | Tuğba Danışmaz         | Turkiet      | 14,29 | 14,57 | x     | x     | 14,12 | 14,38 | 14,57   | 0NR0       |
| 3         | Ilionis Guillaume      | Frankrike    | 13,91 | 14,23 | 14,10 | 13,72 | x     | 14,43 | 14,43   | 0PB0       |
| 4         | Aleksandra Nacheva     | Bulgarien    | 11,96 | 14,35 | 12,51 | 11,99 | 13,89 | 12,66 | 14,35   | 0PB0       |
| 5         | Diana Ana Maria Ion    | Rumänien     | 14,16 | 13,87 | 14,11 | 14,13 | 14,15 | 14,23 | 14,23   | 0PB0       |
| 6         | Gabriela Petrova       | Bulgarien    | 14,16 | 14,16 | x     | 13,83 | 14,01 | 13,93 | 14,16   |            |
| 7         | Neja Filipič           | Slovenien    | x     | x     | 13,85 | 13,72 | x     | 14,12 | 14,12   |            |
| 8         | Dariya Derkach         | Italien      | 14,03 | 13,83 | 13,76 | 13,67 | 13,67 | 13,73 | 14,03   |            |
| 9         | Florentina Iusco       | Rumänien     | 13,68 | x     | 13,76 |       |       |       | 13,76   |            |
| 10        | Kristin Gierisch       | Tyskland     | x     | 13,62 | 13,74 |       |       |       | 13,74   |            |
| 11        | Anna Krasutska         | Ukraina      | 13,20 | 13,47 | 13,71 |       |       |       | 13,71   |            |
| 12        | Olha Korsun            | Ukraina      | x     | x     | 13,69 |       |       |       | 13.69   |            |